# The Seven Tapes
The Seven Tapes (Hebreeuws: הסלילים של יונה וולך 7; sjeva haslilim sjel jona walach; 'De 7 banden van Yona Wallach') is een Israëlische en Hebreeuwstalige documentaire van filmmaker Yair Qedar. Het is een portret van dichteres Yona Wallach, gebaseerd op de opgenomen interviews die ze deed met redacteur en vertaler Hilit Yeshurun.
De documentaire ging in première op het Jerusalem Film Festival 2012, waar het de prijzen in de categorieën 'Beste Film' en 'Beste Geluid' won. Het is de tweede productie binnen het project HaIvrim (הָעִבְרִים; 'De Hebreeën').

## Inhoud
In de vroege jaren '00 ontdekten onderzoekers verschillende verloren bandspoelen met daarop verschillende interviews uit 1984 van Wallach door Yeshurun, terwijl de eerstgenoemde ongeneeslijk ziek en bedlegerig was.
Wallachs stem, zoals opgenomen op de zeven spoelen, vormt de basis van de documentaire. Daarnaast zijn er interviews met anderen die Wallach hebben gekend of onderzoek naar haar en haar werk hebben gedaan, archiefbeelden en geanimeerde beelden gebaseerd op haar poëzie. In de interviews vertelt Wallach over haar schrijfproces, haar benadering van God, verhalen over verschillende (spirituele en psychotische) ervaringen die ze had en haar aangetrokkenheid tot waanzin, seks en drugs. Het eindresultaat is een film die zowel biografisch als autobiografisch is.
De animaties werden gemaakt door Jewboy, de muziek verzorgd door zangeres Karolina.